# Трегарон
Трега̀рон (на уелски: Tregaron) е малък град в северната част на Южен Уелс, графство Керъдигиън. Разположен е около мястото на вливането на река Брениг в река Тейви на около 100 km на северозапад от столицата Кардиф. На около 30 km на северозапад от Трегарон се намира главният административен център на графството Аберайрон. Населението му е 1183 жители според данни от преброяването през 2001 г.

## Личности
Родени
- Хенри Ричард (1812-1888), уелски политик